# Sal Valentino
Sal Valentino (Salvatore Willard Spampinato, 8 de septiembre de 1942) es un cantante, compositor y productor discográfico estadounidense, reconocido por haber sido el cantante de la agrupación The Beau Brummels. La banda publicó un par de sencillos Top 20 en los Estados Unidos en 1965, "Laugh, Laugh" y "Just a Little". Más tarde lideró Stoneground, agrupación que produjo tres álbumes en la década de 1970. Después de reunirse en numerosas ocasiones con Beau Brummels, Valentino inició una carrera como solista, publicando su último álbum, Every Now and Then, en 2008.

## Discografía

### The Beau Brummels
- Introducing the Beau Brummels (1965)
- The Beau Brummels, Vol. 2 (1965)
- Beau Brummels '66 (1966)
- Triangle (1967)
- Bradley's Barn (1968)
- The Beau Brummels (1975)
- Live! (2000)

### Stoneground
- Stoneground (1971)
- Family Album (1971)
- Stoneground 3 (1972)

### Solista
- Dreamin' Man (2006)
- Come Out Tonight (2006)
- Every Now and Then (2008)